# ツナガル
『ツナガル』は、山崎あおいのデビューアルバム。作詞、作曲は山崎あおい。

## 収録曲
1. ツナガル
2. 1.2.3
3. FAIR WIND
4. snow
5. Good Day
6. ハルバル
7. Crying girl
8. 秒速50メートル
9. Paradox
10. ユメノナカ
11. リトライアル